# Květa Pacovská
Květa Pacovská (Praga, 28 luglio 1928 – Praga, 6 febbraio 2023) è stata un'illustratrice e scrittrice ceca, nota per aver illustrato libri per bambini. Nel 1992 ricevette la medaglia internazionale Hans Christian Andersen per il suo "contributo duraturo alla letteratura per l'infanzia".

## Biografia
Pacovská nacque a Praga nel luglio 1928 e studiò presso la Scuola di Arti Applicate, dove lavorò principalmente nel campo dell'arte grafica, delle arti, dell'arte concettuale e del libro d'artista. Per molti anni sviluppò una carriera come graphic designer e partecipò a più di 50 mostre. Nel 1961 iniziò a disegnare libri illustrati per i suoi figli. Il suo lavoro fu caratterizzato dall'uso di forme geometriche e colori vivaci, principalmente il rosso.
Morì il 6 febbraio 2023 nella sua città natale di Praga all'età di 94 anni.

## Premi e riconoscimenti

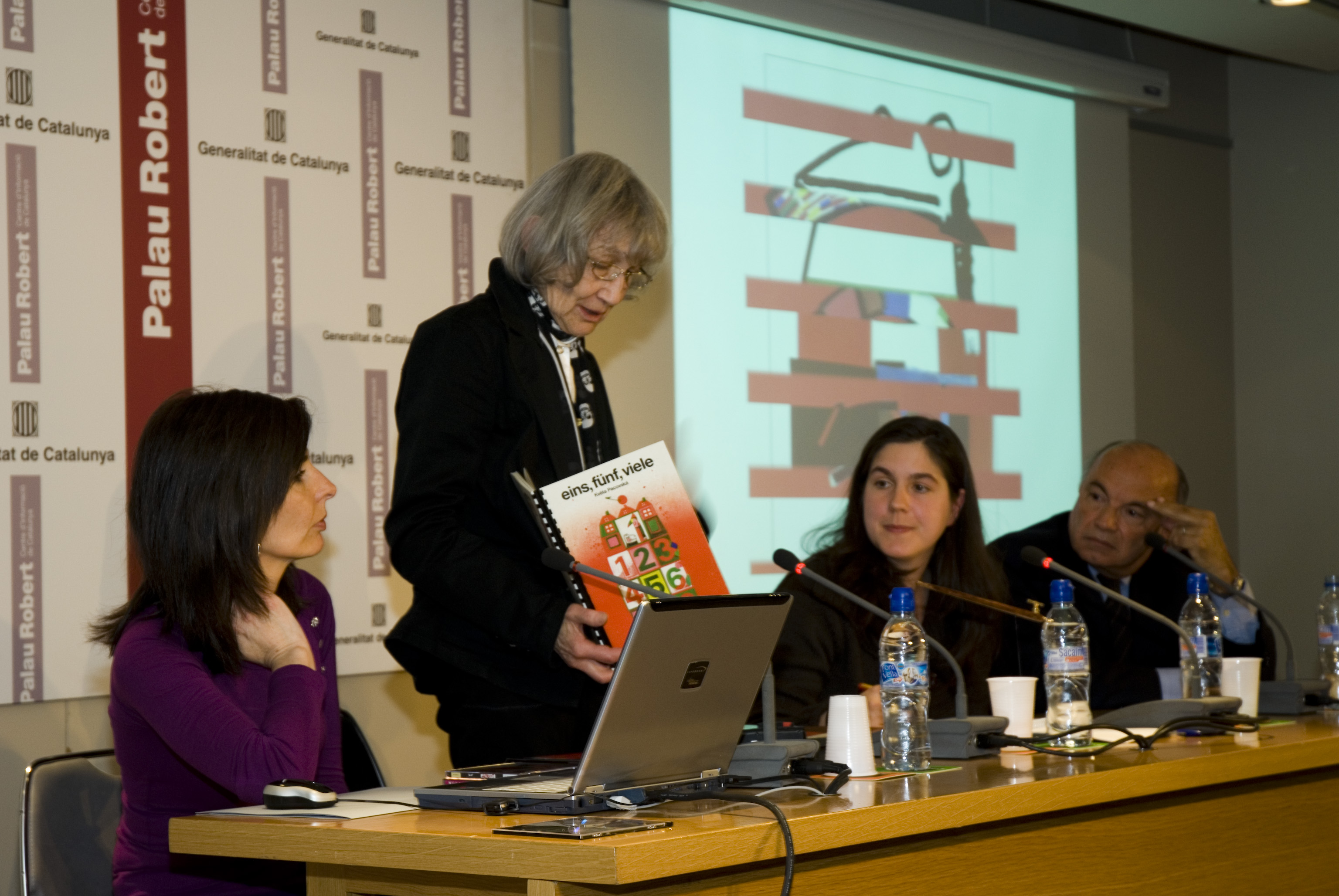
Nel 2007 Květa Pacovská ha presentato il suo libro Jamais deux sans trois (Eins, fünf, viele) alla cerimonia di premiazione dell'Illustrad'Or a Barcellona

Květa Pacovská ha ricevuto numerosi premi e riconoscimenti.
- Nel 1983 è stata insignita della Mela d'Oro a Bratislava[5] per le sue illustrazioni di Pimpilim pampam (testo di Josef Hanzlík).
- Nel 1986 è stata inserita nella "Lista d'Onore" dell'IBBY,[6] categoria Illustrazione.
- Nel 1992 ha ricevuto il Premio per l'illustrazione Hans-Christian-Andersen. Questo premio è considerato il "Nobel" dei libri per bambini.
- Nel 1993 il suo libro Grün rot alle: ein farbenspielbuch ha vinto la "Menzione" della critica alla Bologna Children's Book Fair (Italia).[7]
- Nel 1998, sempre a Bologna Children's Book Fair, ha vinto il Premio Speciale[8] per il suo libro Alphabet.
- Illustrad'Or 2006 (Illustratore d'oro); premio biennale assegnato a Květa Pacovská per il suo lavoro, dall'APIC, l'Associazione degli Illustratori della Catalogna, il 26 marzo 2007 a Barcellona.
- Premio Vladimíra-Boudníka.
- Dal 2019 al 2023 è stata selezionata per cinque anni consecutivi per il prestigioso premio svedese, l'Astrid Lindgren Memorial Award.[9]

## Opere

### Libri
- Uno, cinque, molti (1990) ISBN 9780395549971 - libro di conteggio per bambini; come scrittore/illustratore
- Midnight Play (1994) ISBN 9781558582521 - come autore/illustratore
- Volare (1995) ISBN 9781558584969 - come autore/illustratore
- La piccola fiammiferaia di Hans Christian Andersen (2005) ISBN 9780698400276 - come illustratore
- Spiegare/avvolgere (2005) ISBN 9782020694179 - arte/libro dell'immagine
- Il piccolo re dei fiori (2007) ISBN 9780698400542 - come scrittore/illustratore
- Il sole è giallo (2012) ISBN 9781849760645 - come artista/illustratore
- Numero Circus 1-10 e ritorno Again (2012) ISBN 9789881915290 - libro di conteggio per bambini; come artista/illustratore

### CD-ROM
- Gioco di mezzanotte, Simon & Schuster Audio, edizione CD-Rom (1999) ISBN 9780671046668
- Alfabeto Tivola, Editoria Elettronica; Edizione CD-Rom (2000) ISBN 9783931372804

### Cataloghi
- L'arte di Květa Pacovská (L'arte di... cataloghi (1994) ISBN 9781558582330
- Spazio aperto (2001) ISBN 9783716512517
- Pacovská Exhibition, Catalog Maximum kontrast ISBN 9783865660053